# Joe Hendry
Joe Hendry (né le 1er mai 1988 à Édimbourg), est un catcheur (lutteur professionnel) et un lutteur écossais qui travaille actuellement à Total Nonstop Action Wrestling sous le nom de Joe Hendry. Il est l'actuel TNA World Champion.
Il est d'abord chanteur avant de s'entrainer pour devenir catcheur en 2013. Il lutte notamment à la WhatCulture Pro Wrestling où il a été champion du monde de cette fédération.
En parallèle de sa carrière de catcheur, il s'essaie aussi à la lutte et participe aux Jeux du Commonwealth de 2018 dans la catégorie des moins de 97 kg.

## Jeunesse
Joe Hendry fait du judo où il est ceinture noire ainsi que de la musique,. Il tente de faire carrière comme chanteur et signe un contrat avec Sony Music Entertainment et se rend compte qu'il ne va pas connaitre le succès espéré. Il décide alors de devenir catcheur ce qui est un rêve d'enfant qu'il croit irréalisable en raison de son physique.

## Carrière de catcheur

### Entrainement et diverses fédérations en Grande-Bretagne
Joe Hendry s'entraine à l'école de catch de la Source Wrestling Alliance (SWA) auprès de Damian O'Connor, Mikey Whiplash, Marty Jones et Robbie Brookside. Il participe à son premier combat de catch le 12 octobre 2013 à la SWA,.
Il fait un essai à la World Wrestling Entertainment et apparait aussi comme figurant à deux reprises dans les émission de cette fédération.
Lors de GWF Mystery Mayhem 2017, il perd contre Moose dans un Three Way Match qui comprenaient également Pascal Spalter et ne remporte pas le Impact Grand Championship et le GWF World Heavyweight Championship.

### Insane Championship Wrestling (2013–2019)
Joe Hendry apparait à l'Insane Championship Wrestling (en) (ICW) le 3 novembre 2013 et se fait surnommer le Local Hero. Ce jour-là, il perd face à Damian O'Connor.
Il devient un catcheur régulier de l'ICW et incarne un méchant arrogant et fait partie du clan Kennedy administration managé par James R Kennedy.

### What Culture Pro Wrestling (2016-2019)
Il commence ensuite à travailler pour la What Culture Pro Wrestling (WCPW).
Lors du 8e épisode de Loaded, il remporte le Kurt Angle Invitational Rumble (2016) en éliminant en dernier Ethan Carter III.
Lors de WCPW Delete WCPW, il perd contre Drew Galloway dans un Triple Threat Steel Cage match qui comprenaient également Joseph Conners et ne remporte pas le WCPW World Championship.
Lors du classement anglais[Quoi ?] pour la WTCW Pro Wrestling World Cup, lui, BT Gunn, Joe Coffey, et Travis Banks battent Bullet Club (Adam Cole, Matt Jackson et Nick Jackson) et Gabriel Kidd. Lors de No Regrets, il perd contre Gabriel Kidd dans un Three Way match qui comprenaient également Cody Rhodes et ne remporte pas le WCPW Internet Championship.
Lors de #WeAreDefiant, il perd contre Marty Scurll dans un Triple Threat Match qui comprenaient également Martin Kirby et ne remporte pas le Defiant Championship.

### Ring of Honor (2016; 2018-2022)
Le 25 mai 2018, il défie Silas Young pour le ROH World Television Championship mais perd le match.
Le 19 août 2018 lors de ROH Re-United Day 3, il perd contre Jonathan Gresham.

### Impact Wrestling (2018-2019)
Il fait ses débuts à Impact lors de l'épisode diffusé le 19 juillet 2018 en battant Eli Drake.

### Retour à Impact Wrestling (2022-...)
Le 15 septembre 2022, Impact Wrestling diffuse une vignette vidéo pour annoncé son retour prochainement et annonce qu'il a signé avec la compagnie.
Il fait son retour, lors de Bound for Glory dans le Call Your Shot Gauntlet Match, il se fait éliminer par Moose.

### World Wrestling Entertainment (2019-...)
En 2024, Hendry fait son retour à la WWE via NXT.

## Carrière de lutteur

Joe Hendry.

Le 17 février 2018, Joe Hendry se qualifie pour représenter l'Écosse en lutte libre aux Jeux du Commonwealth de 2018 dans la catégorie des moins de 97 kg. Il se fait éliminer dès le premier tour par l'australien Nicolaas Verreynne.

## Vie privée
Il est le neveu de l'homme politique Drew Hendry.

## Palmarès
- British Wrestling Revolution
  - 1 fois BWR Heavyweight Champion

- DDT Pro-Wrestling
  - 1 fois Ironman Heavymetalweight Champion

- Discovery Wrestling
  - 1 fois Y Division Champion (actuel)

- Fight Forever Wrestling
  - 1 fois Fight Forever Men's World Champion (actuel)

- Impact Wrestling/Total Nonstop Action Wrestling
  - 1 fois TNA World Champion
  - 1 fois Impact Digital Media Champion

- Insane Championship Wrestling
  - 1 fois ICW Tag Team Championship avec Davey Boy
  - ICW Tag Team Title Tournament (2016) avec Davey Boy[19]

- New Generation Wrestling
  - 1 fois NGW Tag Team Championship avec Kid Fite et Lionheart[20]

- Pride Wrestling
  - 1 fois N7 Championship[21]

- Pro Wrestling Elite
  - 1 fois PWE Heavyweight Championship (actuel)

- Pro Wrestling Ulster
  - 2 fois PWU All-Ulster Championship  (actuel)[22]

- Reckless Intent Wrestling
  - 1 fois Reckless Intent World Championship[23]
  - 1 fois Reckless Intent UK Champion

- Respect Pro Wrestling
- 1 fois Respect Pro Wrestling Champion

- Ring of Honor
  - ROH Year-End Award 
    - Best Entrance (2020)

- Scottish Wrestling Alliance
  - 1 fois SWA Laird of the Ring Championship[24]

- Scottish Wrestling Entertainment
  - 1 fois SWE Heavyweight Championship[25]

- WhatCulture Pro Wrestling
  - 1 fois WCPW World Championship
  - 1 fois Ironman Heavymetalweight Championship
  - Kurt Angle Invitational Rumble (2016)

## Récompenses des magazines
- Pro Wrestling Illustrated

| Année | 2018 | 2019 | 2020 | 2021 à 2022 | 2023 | 2024 |
| ----- | ---- | ---- | ---- | ----------- | ---- | ---- |
| Rang  | 399  | 321  | 390  | Non classé  | 84   | 51   |